# Ropalophorus sichuanicus
Ropalophorus sichuanicus är en stekelart som beskrevs av Yang 1996. Ropalophorus sichuanicus ingår i släktet Ropalophorus och familjen bracksteklar. Inga underarter finns listade i Catalogue of Life.